# 本覚寺 (羽島市)
本覚寺（ほんかくじ）は、岐阜県羽島市竹鼻町にある曹洞宗の寺院。山号は真如山。竹鼻城主の菩提寺として知られる。

## 歴史
天台宗の寺院として創建されたが、詳細は知られていない。要地にあったため度々兵火に遭い廃絶したが、永禄元年（1558年）に玄沢祖栄が新たに曹洞宗の寺院として再建した。天正8年（1580年）に竹ヶ鼻城主となった不破広綱が、父の不破綱村（本覚寺殿大雲義沢大居士）の菩提を弔うため源経祖玄を住職として整備を行う。小牧・長久手の戦いにより不破氏は竹ヶ鼻城を追われ、度々領主が変わるが、文禄元年以降は杉浦重勝が新たに竹ヶ鼻城主となり、当寺を保護した。関ヶ原の戦いに先立ち竹ヶ鼻城が落とされ、それに伴う兵火により焼失の憂き目に遭う。その後天和年間に乙先秀存を勧請開山として再興されるが、安永3年（1774年）に火災により焼失する。再建されるが明治24年（1891年）濃尾地震により山門以外が倒壊した。現在の伽藍は大正4年に再建されたものである。
県指定の文化財として美濃聖人と呼ばれた永田佐吉墓及び宇喜多一蕙（浮田一蕙斉）による絵天井がある。宇喜多一蕙（浮田一蕙斉）による絵天井「雲龍」は濃尾地震で破損したが、1915年（大正4年）に名古屋の大和絵師である森村宜稲によって補修された。